# Robert Belmont
Pour les articles homonymes, voir Belmont.
'Robert Belmont, né le 22 décembre 1892 à Bourgoin (Isère)  et mort le 11 avril 1953 dans la même commune, est un avocat et homme politique français.

## Biographie
Avocat de profession, il est élu maire de la commune de Bourgoin (future Bourgoin-Jallieu) en mai 1925 mais démissionne deux mois plus tard, à la suite de sa défaite aux élections cantonales. 
Il retrouve son siège lors du scrutin municipal de mai 1929 – mandat qu'il conserve jusqu'en décembre 1937, date de sa démission – et est élu sénateur du département de l'Isère en 1933, s'inscrivant au groupe de la Gauche démocratique, affilié au Parti radical-socialiste.
Le 10 juillet 1940, il vote en faveur de la remise des pleins pouvoirs au Maréchal Pétain.
Il ne retrouve pas de mandat parlementaire après la Seconde guerre mondiale.
Fils de Félix Louis Belmont, avoué à Bourgoin et de Fuzier Louise Joséphine.

## Détail des fonctions et des mandats
Mandat parlementaire
- 10 janvier 1933 - 31 décembre 1941 : sénateur de l'Isère

Mandats locaux
- novembre 1919 - mai 1925 : conseiller municipal de Bourgoin
- mai 1925 - juillet 1925 : maire de Bourgoin
- mai 1929 - décembre 1937 : maire de Bourgoin
- Conseiller d'arrondissement du canton de Bourgoin